# M+M
M+M ist ein deutsch-luxemburgisches Künstlerduo, bestehend aus Marc Weis (* 1965) und Martin De Mattia (* 1963). Die künstlerische Zusammenarbeit der international arbeitenden und angesehenen Künstlergruppe bewegt sich zwischen bildender Kunst, Architektur und Film.

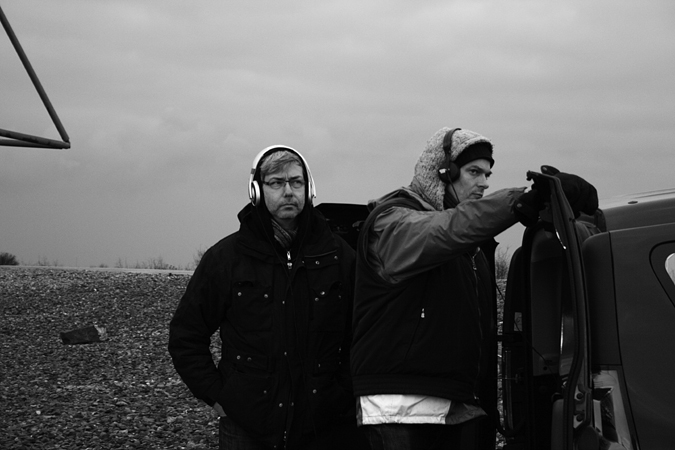
Martin De Mattia und Marc Weis

## Allgemeines
Das Künstlerduo M+M trat erstmals 1989 im Raum zwischen bildender Kunst, Architektur und Film in Erscheinung. So unternehmen sie zum Teil bizarr wirkende Eingriffe in vernetzte Lebensbereiche wie Autobahnnetz, Klima oder Körperinneres. Ein weiterer Fokus liegt auf multimedialen, filmischen Surround-Installationen, die narrative Fragmente ohne feste chronologische Einordnung frei miteinander verweben. In dieser eigenwilligen Weiterführung von Ansätzen des Expanded Cinema entsteht ein verdichtetes, vielschichtiges Zeitgefühl, das lineare Abläufe und Kausalbezüge außer Kraft setzt und facettenreiche psychologische Narrationen ermöglicht.
M+M arbeiten je nach Ausrichtung ihres jeweiligen Projekts häufig mit Fachleuten, Wissenschaftlern oder Kollegen anderer Sparten zusammen. Teilweise nimmt ihre Arbeitsweise auch einen kuratorischen Charakter an. Der Künstlermythos des Einzelgenies wird sowohl in ihrer eigenen anonymisierten Zusammenarbeit als auch in der Kooperation mit anderen Arbeitsbereichen bewusst in Frage gestellt.

## Lehrtätigkeit
Marc Weis und Martin De Mattia waren Lehrbeauftragte an der Hochschule für Gestaltung Karlsruhe (1992/93), als Gastprofessoren an der Akademie der Bildenden Künste München (2000/01), als Dozenten an der Hochschule für Gestaltung und Kunst Zürich (2001/02), als Internationale Gastprofessoren an der Peter Behrens School of Arts (2008) und an der Accademia di Belle Arti di Bologna (2015). Sie sind seit 2020 Mitglieder der Bayerischen Akademie der Schönen Künste.

## Ehrungen und Preise
- 1994: Botho-Graef-Preis der Stadt Jena
- 1994: Arbeitsstipendium des Kunstfonds e. V. Bonn
- 1996: Förderpreis „Junge Kunst“ des Wilhelm-Hack-Museum Ludwigshafen
- 1997: Bayerischer Staatsförderpreis für Kunst
- 1998/99: Stipendium der Villa Massimo, Rom
- 2002: USA-Stipendium des Bayerischen Staates
- 2006: Stipendium der Villa Aurora, Los Angeles
- 2009 ADC-Preis für „Pie Bible“[2]
- 2013: Projektstipendium Kunstfonds e. V. Bonn
- 2017: Aufenthaltsstipendium des Deutschen Studienzentrum Venedig

## Einzelausstellungen (Auswahl)
- Panic Room München, Bayerische Akademie der Schönen Künste, München (2022)
- Kette und Schuß, Munich Re Art Gallery, München (2021)
- Fieberhalle, Villa Stuck, München (2019/2020) / Sprengel Museum Hannover (2020)
- „7 Giorni“, MAMbo, Museo d’Arte Contemporanea, Bologna (2016)
- „7 Tage“, Museum für Fotografie, Berlin (2016)
- „7 Tage“, Casino, Forum d’art contemporain, Luxembourg; Galerie im Taxispalais, Innsbruck; VT Artsalon, Taipeh (2015)
- „Komm erst mal zu mir“, Baukunst Galerie, Köln; Kunstpalais Erlangen (2011)
- „Display“, Wilhelm-Hack-Museum, Ludwigshafen (2010)
- „To Demon Kings castle, of course“ in der Workplace Gallery, Gateshead (gemeinsam mit Wolfgang Weileder) (2008)
- „La sospensione“, Galleria Neon, Bologna (2008)
- „Wahnsinn als Wohnzimmer“, Galerie Walter Storms, München (2008)
- „Keine Erziehung“, Baukunst Galerie, Köln (2008)
- „Muro Giovanni e George“, neon fdv, Mailand (2007)
- „M+M. Johanna –Zyklus“, Museum Franz Gertsch, Burgdorf/Bern (2005)
- „M+M. On film“, Museum für Fotografie, Berlin (2004)
- „M+M. Johanna –Zyklus“, Musée d’Art Contemporain, Montreal; hammersidi Gallery, London; careof, Fabbrica del Vapore, Mailand (2003)

## Gruppenausstellungen (Auswahl)
- Ach komm, streng dich mal ein bisschen an!, Landesgalerie im Traklhaus, Salzburg / Cercle Cité, Luxemburg (2017)
- „Vom Wert der Kunst als Wert der Arbeit“, Weltkunstzimmer, Düsseldorf (2016)
- „Emscherkunst.2016“, Dortmund, Duisburg etc. (2016)
- „TELE-Gen“, Kunstmuseum Liechtenstein (2016)
- „TELE-Gen“, Kunstmuseum Bonn (2015)
- „Kino der Kunst“, verschiedene Institutionen, München (2015)
- „Serielle Strukturen – Serielle Verfahren“, Situation Kunst, Bochum (Kat.) (2015)
- „Der Stachel des Skorpions“, Villa Stuck, München und Institut Mathildenhöhe, Darmstadt (2014)
- „Elastic Video“, Kunstraum NOE, Wien (Kat.) (2013)
- „Emscherkunst.2013“, Landschaftspark Nord, Duisburg (Kat.) (2013)
- „(On) Accordance“, Grand Union, Birmingham (Kat.) (2012)
- „Tankstelle Martin Bormann“, Neuerwerbungen der Sammlung, Folkwang Museum, Essen (2011)
- „I love Aldi“, Wilhelm-Hack-Museum, Ludwigshafen (2011)
- „New Culture Festival“, Central House of Artists, Moskau (2011)
- „Transatlantische Impulse“, Akademie der Künste, Berlin (2011)
- „Emscherkunst 2010“, Ruhr 2010, Essen und Umgebung (2011)
- „hacking the city“, Folkwang Museum, Essen (2011)
- „el dorado“ in der Kunsthalle Nürnberg (2009)
- „Man Son“ in der Hamburger Kunsthalle (2009)
- „Movie Painting“, ncca Moskau (2009)
- „Die Gegenwart der Linie“ in der Pinakothek der Moderne, München (2009)
- „Sensitive Timlines“, 26cc, Association for contemporary art, Rom (2008)
- „Say it isn't so“, Neues Museum Weserburg, Bremen. (2007)
- „Un/Fair Trade – Die Kunst der Gerechtigkeit“, Neue Galerie, Graz (2007)
- „ABC der Bilder“, Pergamonmuseum, Berlin (2007)
- „Virtuosic Siblings“, Redcat, Los Angeles (2007)
- „Auflösung I – High Definition“, NGBK, Berlin (2006)
- „Re-Vision, Medienreflexion und kulturelles Sampling“, Edith Ruß Haus, Oldenburg (2006)
- „Simplicity – ars electronica“, Linz (2006)
- „Videonale“, Kunstmuseum, Bonn (2005)
- „Saltuna Projekt“, Rooseum Malmö (2005)
- „Science & Fiction“, ZKM, Karlsruhe (2003)
- „no art-nocity!“, Städtische Galerie Bremen (2003)
- „Stories“, Haus der Kunst, München (2002)
- „Kopfreisen“, Kunstmuseum, Bern (2002)
- „Science & Fiction“, Sprengel Museum, Hannover (2002)
- „2115 km“, Museum für Moderne Kunst, Moskau (Kat.) (2001)
- „Der körpererfüllte Raum fort und fort“, OK-Zentrum für Gegenwartskunst, Linz (Kat.) (2000)
- „TALK-Show“, Von der Heydt-Museum, Wuppertal u. Haus der Kunst, München (Kat.) (1999)
- „Serien und Konzepte“, Museum Ludwig, Köln (1999)
- „Oreste“, Italienischer Pavillon, Biennale Venedig (1999)
- „Officina Europa“ (European Factory), Bologna, Rimini u. a. (Kat.) (1999)

## Publikationen (Auswahl)
- My Last Will, zugleich Ausstellung in den Kunstsammlungen Chemnitz, Verlag der Buchhandlung Walther König, Köln 2023, ISBN 978-3-7533-0481-6
- M+M. Fieberhalle, hrsg. v. Michael Buhrs / Reinhard Spieler, Verlag der Buchhandlung Walther König,  Köln 2020, ISBN 978-3-96098-667-6
- Kein Freiheits- und Einheitsdenkmal, Edition Metzel, München 2020,[3] ISBN 978-3-88960-198-8
- M+M – Fan der Menschheit = Fan of man, Ausstellungskatalog Kunstsammlungen Chemnitz, hrsg. von Frédéric Bußmann, Bielefeld / Berlin, Kerber Verlag 2019, ISBN 978-3-7356-0599-3
- M+M, „7 Tage“, Kevin Muhlen, Beate Ermarcora (Hrsg.), Ausstellungskatalog: Casino Luxembourg-Forum d'art contemporain u. Galerie im Taxispalais, Innsbruck, Ostfildern, Hatje Cantz (2015), ISBN 978-3-7757-4054-8
- „Der Stachel des Skorpions“, Ralf Beil, Michael Buhrs, M+M (Hrsg.), Ausstellungskatalog Villa Stuck München, Institut Mathildenhöhe, Darmstadt, Ostfildern 2014, ISBN 978-3-7757-3846-0
- M+M „Komm erst mal zu mir“, Claudia Emmert (Hrsg.) Ausst.-Kat.: Kunstpalais Erlangen, Snoeck Verlag Köln 2011, ISBN 978-3-940953-75-9
- Jörg Pleva liest: Jack Torrance: „Was du heute kannst besorgen,...“ Das Hörbuch, hrsg. v. M+M, Neidlingen 2008
- „Pie bible“, Verlag für Moderne Kunst, Nürnberg: 2008, ISBN 978-3-938821-81-7
- M+M „Johanna-Zyklus“, Reinhard Spieler (Hrsg.), Ausst.-Kat.: Museum Franz Gertsch, Burgdorf 2005.
- M+M, „Storms“, München 2004
- M+M „Collateral Profit“, Ludger Derenthal (Hrsg.) Ausst.-Kat.: Museum für Fotografie, Berlin/Nürnberg/Frankfurt, Revolver Verlag und Verlag für moderne Kunst Nürnberg 2004, ISBN 3-936711-49-6

## Gruppenkataloge (Auswahl)
- Florian Matzner, Lukas Crepatz, Carola Geiß-Netthöfel, Uli Paetzel: Emscherkunst.2016. Kerber Verlag, Ostfildern 2016, ISBN 978-3-7356-0240-4.
- Stephan Berg, Dieter Daniels (Hrsg.): TeleGen – Kunst und Fernsehen. Kunstmuseum Bonn und Kunstmuseum Liechtenstein, Hirmer Verlag, München 2015, ISBN 978-3-7774-2444-6.
- Florian Matzner (Hrsg.): Emscherkunst.2013. Kerber Verlag, Ostfildern 2013, ISBN 978-3-7757-3624-4.
- Katja Riemer, Andreas Kreul (Hrsg.): Wunderkammermusik – Die Sammlungen der Kunsthalle Bremen, 1994–2011 und darüber hinaus. DuMont, Köln 2011, ISBN 3-8321-9414-2.
- Reinhard Spieler (Hrsg.): I love Aldi. König-Verlag, Köln 2011, ISBN 978-3-86335-095-6.
- Sabine Maria Schmidt (Hrsg.): Hacking the City, Interventionen in urbanen und kommunikativen Räumen. Museum Folkwang, Ed. Folkwang, Göttingen 2011, ISBN 978-3-86930-187-7.
- Dirck Möllmann (Hrsg.): Man Son 1969 – Vom Schrecken der Situation. Hamburger Kunsthalle, Hamburg 2009. ISBN 978-3-938002-28-5.